# Hans Eklund (Musiker)
Hans Eklund (* 1. Juli 1927 in Sandviken; † 8. März 1999 in Stockholm) war ein schwedischer Komponist.

## Leben und Werk
Hans Eklund studierte von 1949 bis 1952 bei Lars-Erik Larsson in Stockholm und 1954 bei Ernst Pepping in Berlin.
Seit 1965 wirkte er als Dozent für Harmonielehre und Kontrapunkt an der Musikhochschule in Stockholm. In einem von Paul Hindemith beeinflussten Stil schuf er Instrumentalmusik, unter anderem die Sinfonia seria (1958), Musik for orkester (1960), Bocetos españoles (1961), Variazioni brevi für Kammerorchester (1962), Introduzioni – versioni e finale für Streichorchester (1963), Sinfonia breve (1962), Streichquartette (unter anderem Nr. 3, 1960; Nr. 4 1965) und Pezzo elegiaco für Violoncello (In memoriam Laci Boldemann, 1969).